# Fredede bygninger i Holstebro Kommune
Denne liste over fredede bygninger i Holstebro Kommune viser alle fredede bygninger i Holstebro Kommune, bortset fra kirker. Listen bygger på data fra Kulturarvsstyrelsen.
| Sagsnavn                                | Komplekstype | Opførelsesår | Adresse                               | Koordinater                                 | Fredningsår (1. fredning) | ID (Link til Kulturarv.dk) | Billede     |
| --------------------------------------- | ------------ | ------------ | ------------------------------------- | ------------------------------------------- | ------------------------- | -------------------------- | ----------- |
| Bomhuset ved Sønderlandsgade            |              | 1796         | Sønderlandsgade 46, 7500 Holstebro    | 56°21′15″N 8°37′05″Ø / 56.35425°N 8.61796°Ø |                           | 661-83638-1                | Upload foto |
| Borbjerg Holmgård, Den tidl. Præstegård |              | 1710         | Bukdalvej 52, 7500 Holstebro          | 56°25′06″N 8°45′09″Ø / 56.41831°N 8.75255°Ø |                           | 661-6218-1                 | Upload foto |
| Handbjerg Hovgård                       |              | 1775         | Handbjerg Hovgårdvej 5, 7830 Vinderup | 56°27′52″N 8°44′00″Ø / 56.46451°N 8.73342°Ø |                           | 661-187151-1               | Upload foto |
| Holstebro Råd- og arresthus             |              | 1919         | Nørregade 25, 7500 Holstebro          | 56°21′36″N 8°37′02″Ø / 56.36011°N 8.61718°Ø |                           | 661-56290-1                | Upload foto |
| Holstebro Station                       |              | 1905         | Stationsvej 15, 7500 Holstebro        | 56°21′55″N 8°37′15″Ø / 56.36532°N 8.62081°Ø |                           | 661-177063-1               | Upload foto |
| Nyboes Gård                             |              | 1797         | Østergade 35, 7500 Holstebro          | 56°21′29″N 8°37′23″Ø / 56.35819°N 8.62309°Ø |                           | 661-97345-1                | Upload foto |
| Nyboes Gård                             |              | 1830         | Østergade 37, 7500 Holstebro          | 56°21′29″N 8°37′24″Ø / 56.35815°N 8.62332°Ø |                           | 661-97361-1                | Upload foto |
| Nørre Vosborg                           |              | 1552         | Vembvej 35, 7570 Vemb                 | 56°19′36″N 8°19′52″Ø / 56.32664°N 8.33119°Ø |                           | 661-180925-1               | Upload foto |
| Nørre Vosborg                           |              | 1642         | Vembvej 35, 7570 Vemb                 | 56°19′36″N 8°19′52″Ø / 56.32664°N 8.33119°Ø |                           | 661-180925-2               | Upload foto |
| Nørre Vosborg                           |              | 1770         | Vembvej 35, 7570 Vemb                 | 56°19′36″N 8°19′52″Ø / 56.32664°N 8.33119°Ø |                           | 661-180925-3               | Upload foto |
| Nørre Vosborg                           |              | 1839         | Vembvej 35, 7570 Vemb                 | 56°19′36″N 8°19′52″Ø / 56.32664°N 8.33119°Ø |                           | 661-180925-4               | Upload foto |
| Nørre Vosborg                           |              | 1862         | Vembvej 35, 7570 Vemb                 | 56°19′36″N 8°19′52″Ø / 56.32664°N 8.33119°Ø |                           | 661-180925-5               | Upload foto |
| Nørre Vosborg                           |              | 1788         | Vembvej 35, 7570 Vemb                 | 56°19′36″N 8°19′52″Ø / 56.32664°N 8.33119°Ø |                           | 661-180925-6               | Upload foto |
| Nørre Vosborg                           |              | 1950         | Vembvej 35, 7570 Vemb                 | 56°19′36″N 8°19′52″Ø / 56.32664°N 8.33119°Ø |                           | 661-180925-7               | Upload foto |
| Nørre Vosborg                           |              | 1950         | Vembvej 35, 7570 Vemb                 | 56°19′36″N 8°19′52″Ø / 56.32664°N 8.33119°Ø |                           | 661-180925-8               | Upload foto |
| Nørre Vosborg                           |              | 2006         | Vembvej 35, 7570 Vemb                 | 56°19′36″N 8°19′52″Ø / 56.32664°N 8.33119°Ø |                           | 661-180925-13              | Upload foto |
| Nørre Vosborg                           |              | 1790         | Vembvej 35, 7570 Vemb                 | 56°19′36″N 8°19′52″Ø / 56.32664°N 8.33119°Ø |                           | 661-180925-15              | Upload foto |
| Nørre Vosborg                           |              | 1980         | Vembvej 35, 7570 Vemb                 | 56°19′36″N 8°19′52″Ø / 56.32664°N 8.33119°Ø |                           | 661-180925-17              | Upload foto |
| Rydhave                                 |              | 1377         | Holstebrovej 38A, 7830 Vinderup       | 56°27′07″N 8°45′45″Ø / 56.45202°N 8.76263°Ø |                           | 661-187010-8               | Upload foto |
| Udstrup                                 |              | 1784         | Udstrupvej 3, 6990 Ulfborg            | 56°18′14″N 8°13′30″Ø / 56.30381°N 8.22487°Ø |                           | 661-181807-1               | Upload foto |